# 塔氏真圓鰭魚
塔氏真圓鰭魚，為輻鰭魚綱鮋形目杜父魚亞目絨杜父魚科的其中一種，為溫帶海水魚，分布於西北太平洋日本海北部至白令海海域，棲息深度可達7公尺，體長可達5.9公分，棲息在岩石底質底層水域，以甲殼類、小魚為食，生活習性不明。